# Anathallis reedii
Anathallis reedii là một loài lan.